# Jan Zapolski (oficer)
Jan Zapolski (ur. 30 października 1895 w Końskich, zm. 4 sierpnia 1963 w Londynie) – podpułkownik kawalerii Wojska Polskiego, kawaler Orderu Virtuti Militari.

## Życiorys
Urodził się w Końskich, ówczesnym mieście powiatowym guberni radomskiej, w rodzinie Jana i Anny z Korzyckich. W 1913 zdał maturę w Szkole Realnej w Łowiczu i rozpoczął studia na Politechnice Ryskiej, na kierunku architektura. 14 października 1915, chcąc uniknąć poboru do armii rosyjskiej, zgłosił się do wojskowych oddziałów inżynieryjno-drogowych. 12 listopada 1916 wstąpił na prawach wolontariusza do 2 pawłogradzkiego pułku lejb-huzarów na froncie. 1 lutego 1917 został odkomenderowany do Elizawetgradziej Szkoły Kawalerii.
28 lutego 1921 został zatwierdzony z dniem 1 kwietnia 1920 w stopniu porucznika, w kawalerii, w grupie oficerów byłych Korpusów Wschodnich i byłej armii rosyjskiej. 1 czerwca 1921 pełnił służbę w Centrum Wyszkolenia Wołkowysk, a jego oddziałem macierzystym był 3 pułk ułanów. 3 maja 1922 został zweryfikowany w stopniu porucznika ze starszeństwem z 1 czerwca 1919 i 371. lokatą w korpusie oficerów jazdy (od 1924 roku – kawalerii). W kolejnych latach kontynuował służbę w 3 pułku ułanów w Tarnowskich Górach. 19 marca 1928 został mianowany rotmistrzem ze starszeństwem z 1 stycznia 1928 i 20. lokatą w korpusie oficerów kawalerii. W marcu 1931 został przeniesiony do Centrum Wyszkolenia Kawalerii w Grudziądzu. Na stopień majora został mianowany ze starszeństwem z 19 marca 1937 i 10. lokatą w korpusie oficerów kawalerii. W 1939 był II zastępcą dowódcy (kwatermistrzem) 3 pułku ułanów. W czasie kampanii wrześniowej walczył, jako zastępca dowódcy 3 pułku ułanów. 2 września 1939 dowodząc dywizjonem złożonym z 1. i 2. szwadronu został ranny w głowę. Nie pozwolił odwieźć się do szpitala i towarzyszył pułkowi w dalszych walkach, jeżdżąc w samochodzie kwatermistrza. Po zakończeniu walk dostał się do niemieckiej niewoli.
Od 5 października 1939 przebywał w Oflagu VII A Murnau. 29 kwietnia 1945 został uwolniony z niewoli, a 24 października tego roku przydzielony do 3 pułku ułanów śląskich z równoczesnym odkomenderowaniem na kurs w miejscowości Abbassia. 18 marca 1946, po ukończeniu kursu, wrócił do pułku, który w tym czasie stacjonował w Chieti, w środkowych Włoszech. W kwietniu tego roku objął obowiązki na stanowisku zastępcy dowódcy pułku. Zarządzeniem Naczelnego Wodza z 1 lipca 1945 został mianowany na stopień podpułkownika ze starszeństwem z 1 stycznia 1946.
Zmarł 4 sierpnia 1963 w Londynie. Został pochowany na Cmentarzu South Ealing w Londynie.

## Ordery i odznaczenia
- Krzyż Złoty Orderu Wojskowego Virtuti Militari[28][29]
- Krzyż Srebrny Orderu Wojskowego Virtuti Militari nr 5157[30]
- Krzyż Walecznych (czterokrotnie) „za czyny męstwa i odwagi wykazane w bojach toczonych w latach 1918–1921”[31]
- Krzyż Walecznych (trzykrotnie) „za czyny męstwa i odwagi wykazane w wojnie rozpoczętej 1 września 1939 roku” (30 grudnia 1949)[32][28]
- Srebrny Krzyż Zasługi (10 listopada 1928)[33][31]
- Medal Pamiątkowy za Wojnę 1918–1921[34]
- Medal Dziesięciolecia Odzyskanej Niepodległości[34]